# Пиер Джорджо Перото
Пиèр Джòрджо Перòто (на италиански: Pier Giorgio Perotto) e италиански инженер и програмист. Проектант на Оливети, той е пионер на информатиката, известен преди всичко с проекта си Оливети Програма 101 – първият пример за настолен компютър със запаметена програма или „персонален компютър“.
Завършва Торинската политехника, където преподава дълги години. Автор е на множество книги и статии за стратегия, бизнес организация и информационни технологии.

## Биография
Роден е през 1930 г. в град Торино, Северна Италия, в семейство с произход от град Каваля. Завършва електроинженерство през 1952 г. в Торинската политехника, където на следващата година получава и степен по авиационно инженерство. Участва в аеродинамичните изследвания и на 27-годишна възраст, през 1958 г., получава учителска правоспособност по механика.

### Кариера в Оливети
След като работи две години за ФИАТ, където започва да се интересува от електронни калкулатори, през 1957 г. Перото е нает в Оливети и започва работа в Лабораторията за електронни изследвания в Барбаричина близо до Пиза, ръководена от Марио Джу. В тази лаборатория той сътрудничи в производството на Елеа 9003 – усъвършенстван електронен калкулатор (един от първите изцяло транзисторни калкулатори в света). След този опит през 1958 г. той получава деликатната задача да проектира продукт, способен да свързва електронните калкулатори и механичните машини: CBS (Card Band Converter) – първото електронно устройство, произведено от Оливети.
През 1964 г., заедно с колегите си Джовани Де Сандре, Гастоне Гарциера, Джанкарло Топи и Джулиано Гаити, той започва да работи върху прототипа на сравнително евтин настолен калкулатор, който ще автоматизира научните изчисления и ще стане Програма 101, съкратено „P101“. Проектът приключва през 1965 г., около времето на продажбата на отдела за електроника на Дженерал Илектрик. Смятан за първият настолен компютър със запаметена програма или от други – за пърият „персонален компютър“, P101, наречен Perottina, също е използван от НАСА за мисията Аполо 11. За P101 той проектира и магнитната карта – носител за съхранение, използван до края на 70-те години на компютрите на Оливети до приемането на Ай Би Ем PC и на някои калкулатори на Хюлет-Пакард, като HP 9100A, лицензиран от Оливети. Използва се от 1969 г. като носител за съхранение на някои съвременни пишещи машини на IBM.
Благодарение на своя опит Перото е назначен за ръководител на отдела за Научно-изследователска и развойна дейност в Оливети през април 1967 г. – роля, която има в продължение на много години и в която подпомага и участва активно в трансформацията на компанията от механична към електронна, като също координира разработването на множество други електронни компютри, като P603, P6040 и P6060.
През 1979 г., във връзка с корпоративната реорганизация на цялата Оливети, той основава и е назначен за президент на ELEA SpA, компания от групата Оливети, занимаваща се с преподавателски и бизнес консултантски дейности –  роля, в която Перото подчертава, в допълнение към своята управленска опит и стратегия, също и своята хуманистична гледна точка към технологиите и обществото.

### След Оливети
Перото напуска Оливети през 1993 г. – годината, в която влиза в SOGEA (Школа за организация и управление на бизнеса) в Генуа, на което става и президент. След няколко години той поема консултантската компания FINSA (Futuro Innovazione Strategie Corporatei).
От 1980-те години нататък публикува множество ръководства за бизнес и технологично управление. През 1995 г. той пише и публикува за ИК „Сперлинг и Купфер“ „Програма 101 – Изобретяването на персоналния компютър: завладяващата история, никога неразказана“ – малък том, в който дава своята версия на историята на развитието на Програма 101 и различните събития около Оливети в историческия период, в който се ражда той. Книгата е преиздадена от Edizioni di Comunità през 2015 г. по случай 50-годишнината от стартирането на Programma 101, със заглавие „P101. Когато Италия изобрети персоналния компютър“.
Женен и с две деца, през последните години от живота си Перото се установява да живее в Лигурия, в Рута ди Камоли (провинция Генуа). Умира от рак на 71-годишна възраст на 23 януари 2002 г. в болницата „Сан Мартино“ в Генуа.

## Проектът на Оливети „Програма 101“
Перото се радва на голяма известност с това, че проектира за Оливети Programma 101, известен също като "Perottina", който става първият търговски успешен персонален настолен компютър със запаметена програма, смятан от някои за първия „персонален компютър“. Той е представен през 1965 г. на голямото изложение за офис продукти BEMA в Ню Йорк, където в крайна сметка се превръща, против всички очаквания, в основната атракция. Машината е пусната в продажба от Оливети през същата година и са произведени общо 44 000 бройки. Днес различни екземпляри на P101 са изложени в музеите за технологии, компютри и изкуство по целия свят. Дизайнът на устройството първоначално е поверен на архитекта Марко Дзанусо, а по-късно на Марио Белини, тъй като Перото не одобрява проекта на Дзанусо, смятайки го за твърде тромав. Освен че има известно значение в историята на изчислителните и информационните технологии, P101 представлява и забележителен пример за артикул на италиански индустриален дизайн.

### Наследниците на P101
В годините непосредствено след стартирането на Programma 101 Перото разработва за Оливети няколко други настолни калкулатора (Olivetti P602, 1971 и Olivetti P652 през 1973 г.), счетоводни машини (Olivetti P203 през 1967 г.) и някои персонални компютри (Olivetti P6040 и P6060 през 1975 в.). Тези модели са доста успешни, особено в САЩ и Германия. И през 80-те години Оливети е един от производителите на компютри с най-големи европейски пазарни дялове.

## Други проекти
В кариерата си Перото работи върху множество други проекти, свързани с автоматичната обработка на данни, като система за оптично разпознаване на символи, неразработена по търговски причини.
Друг иновативен проект, ръководен от него в началото на 70-те години, е този на Olivetti TC 800 – терминал, оборудван с възможности за обработка.

## Памет
Астероид от Главния астериоиден пояс, открит на 19 ноември 1982 г. от обсерваторията „Сан Виторе“, е наречен 12222 Перото в негова чест. 
През 1991 г. получава наградата „Леонардо да Винчи“ от Националния музей на науката и технологиите „Леонардо да Винчи“ в Милано за създаването на Програма 101 и по-специално за използването на паметта.
Община Каваля, откъдето произхожда родът на Перото, му посвещава обществен парк през 2013 г. Генуа – градът, в чиято провинция живее при смъртта си, му посвещава улица по молба на Клуба на технологичните компании Dixet. И в Торино – родния му град, има списък с чакащи улица да бъде кръстена на него. Университетът на Молизе наименува Зала „Пиер Джорджо Перото“ на негово име.

## Публикации
- Manager 2000, Sperling & Kupfer Editori, 1987
- Il darwinismo manageriale, Edizioni Il Sole 24 Ore, 1988
- L'origine del futuro, FrancoAngeli, 1990
- Il paradosso dell'economia, FrancoAngeli, 1993
- Cambiare pelle per salvare la pelle, FrancoAngeli, 1994
- Programma 101 - L'invenzione del personal computer: una storia appassionante mai raccontata, Sperling & Kupfer Editori, 1995
- Come fare carriera nelle aziende dell'era digitale. Manuale scandaloso di management, Franco Angeli, 2001
- P101. Quando l'Italia inventò il personal computer, Edizioni di Comunità, 2015